# Wisława Szymborská
Wisława Szymborská, Maria Wisława Anna Szymborska (2. července 1923 Bnin, Polsko – 1. února 2012 Krakov, Polsko) byla polská básnířka, esejistka, literární kritička a překladatelka francouzské literatury, laureátka Nobelovy ceny za literaturu za rok 1996. Szymborskou do češtiny překládá zejména Vlasta Dvořáčková, ale i jiní překladatelé, např. Bogdan Trojak.

## Život
Narodila se v Bninu u Poznaně (nyní součásti Kórniku). Její rodiče byli Wincenty Szymborski (1870–1936) – správce zakopanských panství hraběte Zamoyského (těsně před narozením dcery Wisławy byl přemístěn do Kórniku, aby uspořádal tamější finanční záležitosti) a Anna Maria rozená Rottermundová (1890–1960). Od roku 1924 rodina Szymborských bydlela w Toruni, od roku 1929 nebo 1931 v Krakově v Radziwiłłowské ul.; Wisława tam začala chodit do Obecné školy Józefy Joteykové v ul. Podwale č. 6, poté od září 1935 do Gymnázia Sester Uršulinek ve Starowiślné 3-5.
Po vypuknutí druhé světové války pokračovala ve vzdělávání na tajných kurzech a od roku 1943 nastoupila do práce jako úřednice na železnici, aby se vyhnula pracovnímu nasazení v říši. V této době také poprvé ilustrovala knížku (učebnici angličtiny First steps in English Jana Stanisławského) i začala psát povídky a občas básně.
Od roku 1945 se účastnila literárního života Krakova; podle básnířčiných vzpomínek na ní měl největší vliv Czesław Miłosz. V tomto roce také zahájila studium polonistiky na Jagellonské univerzitě a později přešla na sociologii. Studium ale nedokončila z důvodu těžké hmotné situace.
První básně otiskla v krakovském Polském Deníku, později v Boji (Walka) a v Generaci (Pokolenie). Tou dobou Szymborska byla spojená s prostředím akceptujícím socialistickou realitu. V letech 1947–1948 byla tajemnicí osvětového dvojtýdeníku Krakovská síň (Świetlica Krakowska) a mimo jiné se zabývala knižními ilustracemi.
V dubnu 1948 se vdala za básníka Adama Włodka. Novomanželé se ubytovali v krakovské „kolonii spisovatelů“ v Krupniczí ulici. Neopakovatelné klima tohoto společenství mělo inspirující vliv na její tvorbu. S manželem se rozvedla v roce 1954.
V roce 2012 zemřela, byla pochována na hřbitově 'Cmentarz Rakowicki' v Krakově.

## Dílo
Roku 1949 první svazeček Szymborské básní Básně (Wiersze) (podle jiných pramenů Šití praporů (Szycie sztandarów)) nebyl přijat k tisku, protože „nedomnívám socialistické potřeby“. Knižním debutem se stal svazek básní Proto žijeme (Dlatego żyjemy) vydaný roku 1952 s básněmi jako Mládeži budující Novou Huť (Młodzieży budującej Nową Hutę)" nebo Lenin. Szymborska byla přijata do Svazu polských spisovatelů. Do roku 1966 byla členkou Polské sjednocené dělnické strany (PSDS; PZPR. V roce 1953 podepsala společnou rezoluci skupiny členů krakovské organizace ZKP, odsuzující duchovní odsouzené v procesu kněží krakovské kurie. V roce 1957 Szymborska navázala kontakty s pařížskou Kulturou a Jerzym Giedroyciem. V roce 1964 se Szymborska ocitla mezi signatáři státními orgány podvrženého protestu odsuzujícího rozhlasovou stanici Svobodná Evropa za odvysílání Dopisu 34.

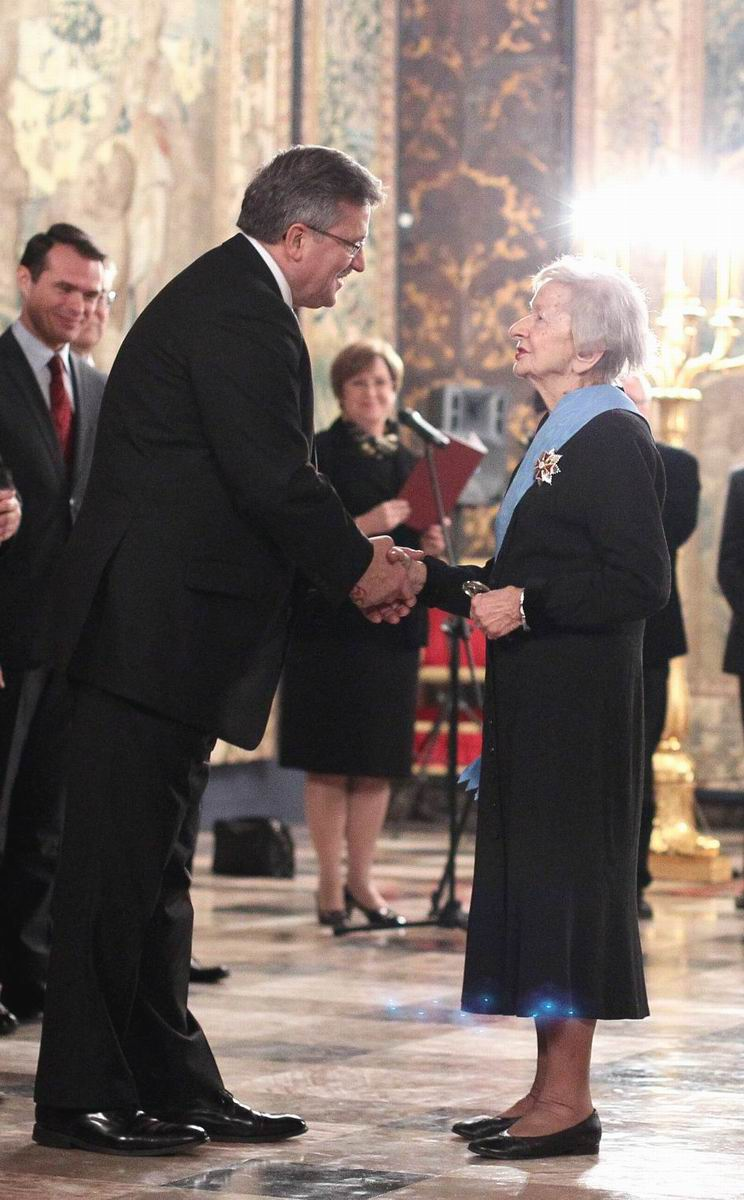
Polský prezident B. Komorowski uděluje W. Szymborské nejvyšší polské státní vyznamenání, řád bílé orlice (Order Orła Białego), 2011

V roce 1975 podepsala protestní dopis 59, ve kterém přední polští intelektuálové protestovali proti změnám v ústavě, které zařazovaly ustanovení o vedoucí roli PSDS a věčném spojenectví se SSSR.
Szymborska je neoddělitelně spojena s Krakovem a mnohokrát zdůrazňovala své pouto s tímto městem.
V letech 1953–1981 byla členem redakce revue Literární život (Życie Literackie), kde od roku 1968 vedla stálou rubriku Nepovinná četba (Lektury nadobowiązkowe), která byla později publikována i v knižní formě. V letech 1981–1983 byla také členkou redakční rady krakovského měsíčníku List (Pismo).

## Ocenění
Básně Szymborské mají jedinečnou lyriku s hlubokou intelektuální reflexí, obsahující často zřetelný filozofický podtext. Její tvorbu charakterizuje preciznost slova, lapidárnost, časté užití ironie, paradoxu, posměchu anebo žertovného odstupu pro vyjádření hlubokých obsahů. Autorka se často obrací k moralistickým tématům a uvažuje o existenciální situaci člověka jednotlivce i lidského společenství.
Laureátka Goetheho ceny z roku 1991 a později také Herderovy ceny. Přímluvcem poezie Szymborské v Německu je Karl Dedecius, překladatel polské literatury.

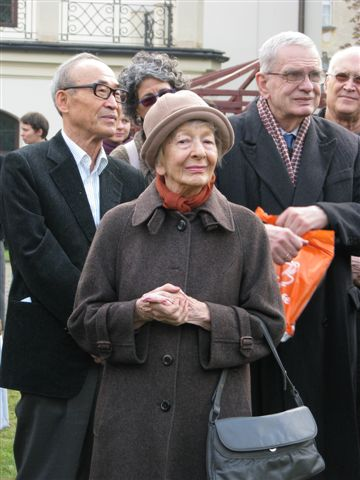
Wisława Szymborska (2009)

Výbor Nobelovy ceny ve zdůvodnění přiznání ceny básnířce napsal: „za poezii, která s ironickou přesností umožňuje historickým i biologickým souvislostem projevit se ve fragmentech lidské skutečnosti“.
Byla členkou Syndikátu polských spisovatelů (Stowarzyszenie Pisarzy Polskich).
Roku 1996 obdržela titul Člověk roku týdeníku Wprost. V roce 2011 jí prezident Bronisław Komorowski na hradě Wawel předal nejvyšší polské státní vyznamenání řád bílé orlice ('Order Orła Białego').

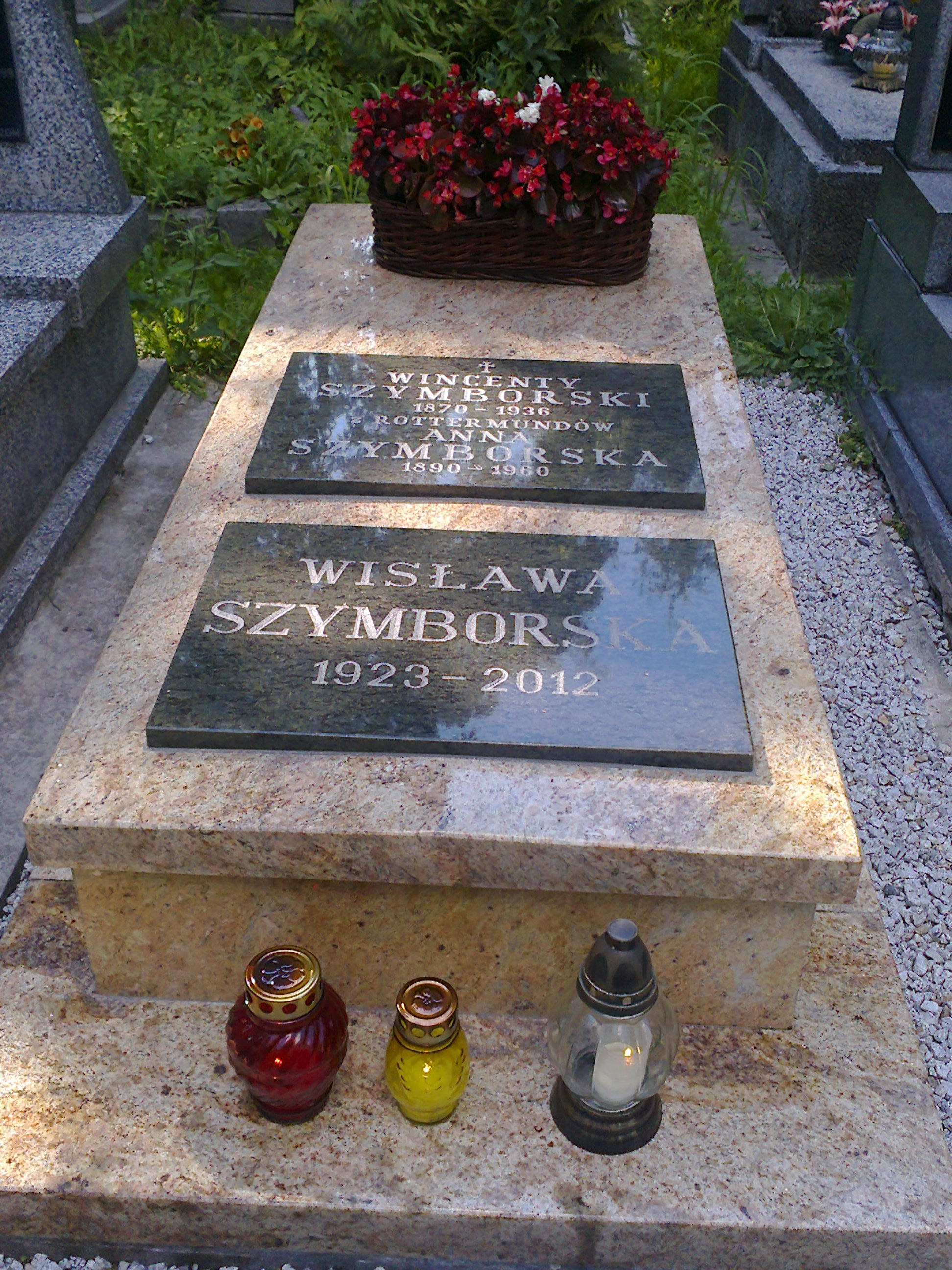
Byla pohřbena v rodinném hrobě na hřbitově 'Cmentarz Rakowicki' v Krakově.

## Výběr děl
- 1952 – Proto žijeme (Dlatego żyjemy)
- 1954 – Otázky pokládané sobě (Pytania zadawane sobie)
- 1957 – Volání k Yettimu (Wołanie do Yeti)
- 1962 – Sůl (Sól)
- 1966 – 101 básní (101 wierszy)
- 1967 – Sto radostí (Sto pociech)
- 1967 – Vybrané básně (Wiersze wybrane)
- 1967 – Vybrané poezie (Poezje wybrane)
- 1972 – Každý případ (Wszelki wypadek)
- 1976 – Velké číslo (Wielka liczba)
- 1986 – Lidé na mostě (Ludzie na moście)
- 1989 – Poezie: Poems (Poezje: Poems) (polsko-anglické dvoujazyčné vydání)
- 1992 – Nepovinná četba (Lektury nadobowiązkowe)
- 1993 – Konec a počátek (Koniec i początek)
- 1996 – Pohled se zrnkem písku (Widok z ziarnkiem piasku)
- 1997 – Sto básní - sto radostí (Sto wierszy – sto pociech)
- 2002 – Okamžik (Chwila)
- 2003 – Říkanky pro velké děti (Rymowanki dla dużych dzieci)
- 2005 – Dvojtečka (Dwukropek)

## V češtině a slovenštině
- Sůl. [s.l.]: Mladá fronta, 1965. 70 s.
- V Hérakleitově řece. [s.l.]: Odeon, 1985. 142 s.
- Konec a počátek: výbor z poezie. Praha: Mladá fronta, 1997. 154 s. ISBN 80-204-0660-3.
- 49 básni. Bratislava: Q111, 1999. 100 s. ISBN 80-85401-77-0. (slovensky)
- Chvíľa. [s.l.]: Drewo a srd, 2003. 81 s. ISBN 80-88965-70-5. (slovensky)
- Neprítomnosť. Prešov: Slniečkovo, 2008. 30 s. ISBN 978-80-89314-10-2.
- Okamžik / Dvojtečka / Tady. Příbram: Pistorius & Olšanská, 2009. 112 s. ISBN 978-80-87053-39-3.
- Trochu o duši. [s.l.]: Občianske združenie Polska v Poprade, 2017. 87 s. ISBN 978-80-97241-80-3.